# إشبول
إشبول (بالعبرية: אֶשְׁבּוֹל‏) هو موشاف في جنوب إسرائيل. يقع في شمال غربي النقب بالقرب من نتيفوت ورهط، ويقع ضِمن نطاق مجلس مرحافيم الإقليمي. في 2019، بلغ عدد سكانه 652.

## التاريخ
تم إنشاء إشبول في عام 1954 كمزرعة من قبل أعضاء منظمة «إشبول» الذين كانوا مهاجرين من إيران.

## وصلات خارجية
- Eshbol Negev Information Center